# Dalila (attrice pornografica)
Dalila (Casablanca, 18 maggio 1968) è un'ex attrice pornografica marocchina, attiva prevalentemente durante gli anni novanta.

## Biografia

### Inizi
Portata in Europa dal suo agente, giunge in Francia nel 1990, all'età di 21 anni, per fare dei provini come modella. In quel periodo perde la propria verginità. Inizialmente, lavora come modella di nudo per pittori, poi posa per foto di moda ed infine passa a servizi fotografici hard (per esempio per le riviste Color Climax e Ciné Sex). Quindi, dopo qualche video a carattere amatoriale, entra direttamente nel mondo del cinema pornografico, dove il suo aspetto esotico e arabeggiante ed il suo grosso seno naturale furono i suoi maggiori punti di forza. Ha recitato in circa 70 film hard, molti dei quali di produzione italiana diretti dal regista Mario Salieri, che l'ha sempre ritenuta una delle sue attrici predilette, contrattualizzandola come una delle sue "Salieri Girls". Si è ritirata dalle scene all'inizio dell'anno 2000.
A partire dal 2003 ha fondato una propria casa di produzione.

## Premi e riconoscimenti
Su 18 nomination per i riconoscimenti più importanti del settore, Dalila si è aggiudicata 12 premi tra gli European X Awards di Bruxelles e i Venus Awards di Berlino. Tra i quali:
- European X Festival - Best Starlette Italy - 1995
- X Filles D'Or - 1997
- Erotica 98 - Best Actress - 1998
- Awards Bruxelles 1999

## Filmografia parziale
- Violentata davanti al marito, regia di Maurizio Merli (1994)
- Dildo Bitches, regia di Dino Baumberger (1994)
- Divina Commedia - Seconda parte, regia di Nicky Ranieri (1994)
- Opera quarta, regia di Nicky Ranieri (1994)
- Concetta Licata, regia di Mario Salieri (1994)
- La clinica della vergogna, regia di Mario Salieri (1994)
- Dracula, regia di Mario Salieri (1994)
- Ein Bett für Zehn (1994)
- Big Tits, regia di Nils Molitor (1994)
- Concetta Licata 2, regia di Mario Salieri (1995)
- Sweet Dirty Business, regia di Mario Pollak (1995)
- Top Model 2, regia di Nicky Ranieri (1995)
- Sequestro di persona, regia di Nicky Ranieri (1995)
- Massenorgasmus, regia di Jean Dark (1995)
- Line Up (1995)
- Racconti Immorali di Mario Salieri, regia di Mario Salieri (1995)
- Boys R' Us, regia di Mario Pollak (1995)
- Inner Circle (1995)
- Un tranquillo week end di terrore, regia di Nicky Ranieri (1996)
- La moglie schiava, regia di Nicky Ranieri (1996)
- Triple X 9, regia di Alain Payet & Pierre Woodman (1996)
- Triple X 20, regia di Francois Clousot, Max Hardcore, Kalman (1996)
- Sex for Hire, regia di Ona Zee (1996)
- Sequestro di persona 2, regia di Nicky Ranieri (1996)
- Selen video magazine 3: Solo per i tuoi occhi, regia di Selen (1996)
- Selen video magazine 4: Lezioni sul piano, regia di Selen (1996)
- Casino Royal: Sex Fiction, regia di Alex Martini (1996)
- At the Club, regia di Dino Baumberger (1996)
- Liceo Classico, regia di Max Bellocchio (1996)
- Voyeur Gallery, regia di Mario Salieri (1997)
- Süßer die Glocken nie schwingen! (1997)
- Concetta Licata 3, regia di Mario Salieri (1997)
- Antefutura, regia di Ian Nichols (1997)
- Prostituzione a domicilio (Wanted - Bad or Alive), regia di Mario Pollak (1997)
- Dreams of Fetish 1, regia di Dino Baumberger (1997)
- Black Magic Women, regia di Mario Pollak (1997)
- Rocco non muore mai - La fine, regia di Rocco Siffredi (1998)
- Dalila: Jeux pervers, regia di Mario Pollak (1998)
- Dreams of Fetish Part 2, regia di Dino Baumberger (1998)
- True Anal Stories 7 (1999)
- Nacho en el festival erótico de Barcelona, regia di Roby Bianchi & Narcís Bosch (2000)
- Dangerous Dreams 1: Die Macht des Geldes, regia di Wendy Olsa Mendell (2001)
- Una vita in vendita, regia di Andrea Nobili (2003)